# Matěj Hybš
Matěj Hybš (* 3. ledna 1993 Praha) je český profesionální fotbalista, který hraje na pozici levého obránce za český klub Bohemians Praha 1905. Je také bývalým českým mládežnickým reprezentantem.

## Klubová kariéra

### AC Sparta Praha
Matěj Hybš je odchovancem Sparty Praha. V 1. lize debutoval ve 3. kole sezóny 2012/13 12. srpna 2012 v zápase proti domácímu Slovácku. Na hřiště se dostal na několik závěrečných minut, Sparta vyhrála 4:1.
V základní skupině I Evropské ligy 2012/13 byla Sparta Praha přilosována k týmům Olympique Lyon (Francie), Ironi Kirjat Šmona (Izrael) a Athletic Bilbao (Španělsko). Dne 8. listopadu 2012 v odvetě s Ironi Kirjat Šmonou v Izraeli (hrálo se na stadionu v Haifě) nastoupil Matěj Hybš v základní sestavě a byl u remízy 1:1. Poslední zápas základní skupiny I proti Bilbau absolvoval v základní sestavě 6. prosince 2012, díky remíze 0:0 pražský celek získal ve skupině celkem 9 bodů (postup měl již jistý v předchozím kole). Do jarního šestnáctifinále byl Spartě přilosován anglický velkoklub Chelsea FC, Hybš nastoupil 14. února 2013 v Praze v základní sestavě, pražský celek podlehl doma soupeři 0:1 gólem mladého brazilského fotbalisty Oscara. Představil se i v odvetě šestnáctifinále 21. února 2013 na Stamford Bridge, Sparta dlouho vedla 1:0, ale naději na prodloužení neudržela, ve druhé minutě nastaveného času inkasovala vyrovnávací gól na 1:1 z kopačky Edena Hazarda a po domácí prohře 0:1 z Evropské ligy vypadla.
V sezóně 2013/14 slavil se Spartou Praha zisk ligového titulu již ve 27. kole 4. května 2014. Na jeho pozici levého beka hrával většinou Costa Nhamoinesu.
Dne 17. května 2014 získal se Spartou double po výhře 8:7 v penaltovém rozstřelu ve finále Poháru České pošty proti Viktorii Plzeň.

### FC Vysočina Jihlava (hostování)
Koncem srpna 2014 odešel na hostování do FC Vysočina Jihlava. V létě 2015 se vrátil do Sparty. V Jihlavě vstřelil během hostování svou první ligovou branku v kariéře. Celkem za klub odehrál 23 ligových utkání.

### FK Jablonec (hostování)
V únoru 2016 odešel na 18měsíční hostování do FK Jablonec, zájem o něj potvrdil sportovní ředitel klubu Ivan Horník. V Jablonci se prosadil a tak si ho Sparta po roce hostování stáhla zpět a povolala do zimní přípravy.

### FC Slovan Liberec
V nabitém kádru Sparty nedostával na začátku sezóny 2017/18 pod italským trenérem Andreou Stramaccionim příležitost a tak v září 2017 odešel na přestup do Slovanu Liberec.

## Reprezentační kariéra
Matěj Hybš působil v mládežnických reprezentacích České republiky od kategorie do 16 let. Za reprezentaci do 21 let nastupuje od 14. listopadu 2012, kdy debutoval v přátelském utkání proti hostujícímu Švédsku (remíza 1:1).
Zúčastnil se domácího Mistrovství Evropy hráčů do 21 let 2015 konaného v Praze, Olomouci a Uherském Hradišti.